# Cryptanthus ferrarius
Cryptanthus ferrarius är en gräsväxtart som beskrevs av Elton Martinez Carvalho Leme och C.C.Paula. Cryptanthus ferrarius ingår i släktet Cryptanthus, och familjen Bromeliaceae. Inga underarter finns listade i Catalogue of Life.